# پرچم اکلاهما
پرچم اکلاهما در ۳ فوریه ۲۰۱۴ پذیرفته شد.